# Cassida andapaensis
Cassida andapaensis es una especie de coleóptero de la familia Chrysomelidae.
Fue descrita científicamente por primera vez en 1988 por Borowiec.